# Кушма (Румунія)
Кушма (рум. Cușma) — село у повіті Бистриця-Несеуд в Румунії. Входить до складу комуни Лівезіле.
Село розташоване на відстані 318 км на північ від Бухареста, 15 км на схід від Бистриці, 92 км на північний схід від Клуж-Напоки.

## Населення
За даними перепису населення 2002 року у селі проживали 690 осіб. Рідною мовою 686 осіб (99,4%) назвали румунську.
Національний склад населення села:
| Національність | Кількість осіб | Відсоток |
| -------------- | -------------- | -------- |
| румуни         | 603            | 87,4%    |
| цигани         | 70             | 10,1%    |
| німці          | 14             | 2,0%     |